# Samuel Irenios Kattukallil
Samuel Irenios Kattukallil (* 13. Mai 1952 in Kadammanitta, Distrikt Pathanamthitta, Kerala, Indien) ist ein indischer Geistlicher und syro-malankara katholischer Bischof von Pathanamthitta.

## Leben
Samuel Irenios Kattukallil empfing am 22. Dezember 1978 durch den syro-malankara katholischen Erzbischof der Erzeparchie Trivandrum, Benedict Varghese Gregorios Thangalathil OIC, das Sakrament der Priesterweihe und wurde in den Klerus der Erzeparchie Trivandrum inkardiniert.
Am 25. Januar 2010 ernannte ihn Papst Benedikt XVI. zum Titularbischof von Tamalluma und bestellte ihn zum Weihbischof im Großerzbistum Trivandrum. Der syro-malankara katholische Großerzbischof von Trivandrum, Isaac Cleemis Thottunkal, spendete ihm am 13. März desselben Jahres die Bischofsweihe; Mitkonsekratoren waren der Erzbischof der Erzeparchie Tiruvalla, Thomas Koorilos Chakkalapadickal, und der Bischof der Eparchie Pathanamthitta, Yoohanon Chrysostom Kalloor.
Im April 2018 wählte ihn die Synode der syro-malankara katholischen Kirche zum Koadjutorbischof der Eparchie Pathanamthitta. Mit dem Rücktritt Yoohanon Chrysostom Kalloors am 7. Juni 2019 folgte er diesem als Bischof von Pathanamthitta nach.